# أدب الدنيا والدين
أدب الدنيا والدين هو كتابٌ من تأليف أبي الحسن الماوردي، جمع فيه من الآداب والأخلاق الكثير، من آيات القرآن الكريم، والحديث النبوي، ثم بأمثال الحكماء، وآداب البلغاء، وأقوال الشعراء. سماه في الأصل كتاب البغية العليا في أدب الدين والدنيا، ولكن الاسم الذي شاع بين الناس هو كتاب أدب الدنيا والدين.

## أبواب الكتاب
قسم الماوردي الكتاب إلى ستة أبواب هي:
1. الباب الأول: في فضل العقل وذم الهوى.
2. الباب الثاني: باب أدب العلم.
3. الباب الثالث: باب أدب الدين.
4. الباب الرابع: باب أدب الدنيا.
5. الباب الخامس: باب أدب النفس.
  1. الفصل الأول: باب مجانبة الكبر والإعجاب.
  2. الفصل الثاني: في حسن الخلق.
  3. الفصل الثالث: في الحياء.
  4. الفصل الرابع: في الحلم والغضب.
  5. الفصل الخامس: في الصدق والكذب.
  6. الفصل السادس: في الحسد والمنافسة.
6. الباب السادس: باب آداب المواضعة.
  1. الفصل الأول: في الكلام والصمت.
  2. الفصل الثاني: في الصبر والجزع.
  3. الفصل الثالث: في المشورة.
  4. الفصل الرابع: في كتمان السر.
  5. الفصل الخامس: في المزاح والضحك.
  6. الفصل السادس: في الطيرة والفأل.
  7. الفصل السابع: في المروءة.
  8. الفصل الثامن: في آداب منثورة.[3] بينما في خطبة الكتاب التي أوردها الماوردي في بداية الكتاب. فقد صنف الكتاب إلى خمسة أبواب، لم يذكر من بينها باب آداب المواضعة، ولعله ملحق مع الباب الذي قبله.